# Johanna van Gogh-Bonger
Johanna Gezina van Gogh-Bonger (ur. 4 października 1862 w Amsterdamie, zm. 2 września 1925 tamże) – żona marszanda Theo van Gogha i szwagierka malarza Vincenta van Gogha. Nazywana zdrobniale Jo.

## Życiorys

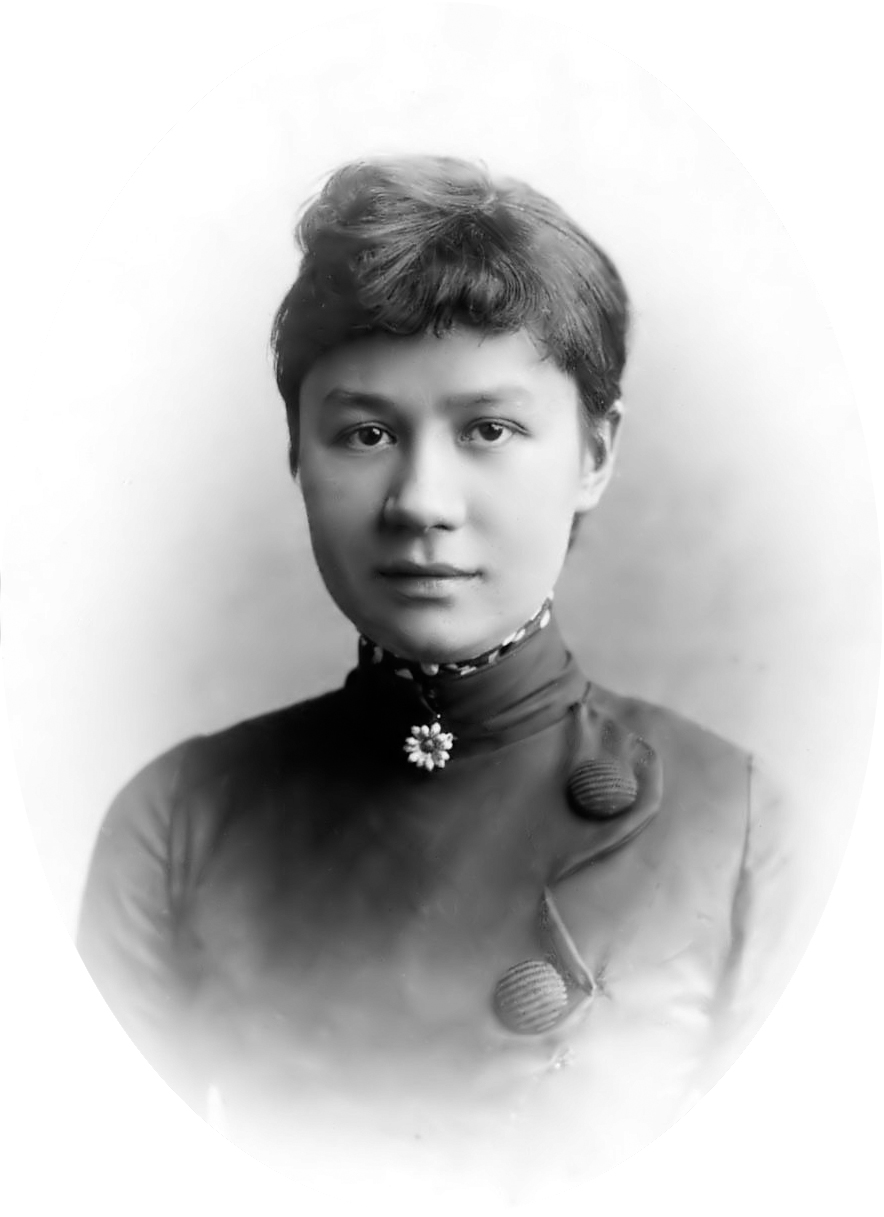
Johanna van Gogh-Bonger w kwietniu 1889

Urodziła się jako piąte z siedmiorga dzieci. Jej ojciec był brokerem ubezpieczeniowym i interesował się muzyką. Jej brat, Andries Bonger, poznał w Paryżu Theo van Gogha, a następnie Vincenta, który często wspominał go w swoich listach (jako André). Johanna Bonger studiowała angielski. Od siedemnastego roku życia prowadziła osobisty pamiętnik.
W wieku 22 lat została nauczycielką angielskiego w szkole dla dziewcząt w Elburg, następnie uczyła w wyższej szkole dla dziewcząt w Utrechcie.
17 kwietnia 1889 poślubiła w Paryżu Theo van Gogha. 31 stycznia 1890 urodziło im się jedyne dziecko – Vincent Willem van Gogh, któremu imiona nadano na cześć wuja, malarza Vincenta van Gogha.
25 stycznia 1891 w Utrechcie zmarł jej mąż Theo. Johanna van Gogh powróciła z synem do Holandii i zamieszkała w miejscowości Bussum, niedaleko Amsterdamu.
W 1901 wyszła za mąż za malarza Johana Cohena Gosschalka; ich małżeństwo przetrwało do 1912, kiedy to Johan Gosschalk zmarł.
W 1903 przeniosła się do Amsterdamu, gdzie aż do śmierci mieszkała w tym samym mieszkaniu przy Bracht-huijzerweg 2, róg Koninginneweg. Latem 1905 zorganizowała wielką wystawę prac Vincenta van Gogha w Stedelijk Museum w Amsterdamie.
Zajęła się uporządkowaniem i wydaniem listów Vincenta van Gogha. W swoim pamiętniku wspominała:

Listy te zajęły już dużo miejsca w moim życiu, począwszy od choroby Theo. W pierwszy samotny wieczór, który spędziłam w naszym domu po powrocie, zajęłam się pakowaniem listów. Wiem że w nich odnajdę go znowu. Wieczór za wieczorem była to moja pociecha po tych nędznych dniach.

Pierwszy tom listów w języku holenderskim ukazał się wiosną 1914. W 1915 Johanna przeniosła się do Nowego Jorku, gdzie rozpoczęła tłumaczenie listów van Gogha na angielski. W 1919 powróciła do Holandii. Do chwili śmierci 2 września 1925 doszła w tłumaczeniach do listu nr 526.